# 假
假（け/か）とは、律令制における貴族・官人の休日のこと。

## 概要
中国においては、漢から南北朝時代には「休沐（）」と称して5日に1日、唐では10日に1日が休日となる旬假が一般的であったが、日本の長上においてはもう少し多かった。日本の假には基本的な休日である2種類のいずれかとその他の特殊な休日が存在した。元日は中国では常假が与えられるが、日本では節会が開催されるために必ず出勤日となる。
なお、詔勅の発布、官物の輸受、その他緊急時においては、朝廷はいつでも假を取り消すことが可能である。

## 基本的な休日
常假
6日に1日の官司の定休日で、毎月6・12・18・24・晦日がこれにあたる。原則として官司は閉庁される。ただし、交代で宿直人と呼ばれる宿直担当者が置かれるが、代休は無い。また、これが与えられない役職もあり、その該当者には代わりに別假が付与された。
別假
常時勤務を要するために常假の対象外である中務・宮内両省の供奉担当官司及び五衛府の職員を対象とし、予め申請することによって、毎月5日間まで許される休暇。

## 特殊な休日
田假
農作業のための休暇。春の種蒔・田植と秋の収穫に際して、月に2交代制で15日ずつ与えられる。京官のみが対象。唐制では秋の田假は冬服を準備する「授衣假」として与えられていたため、名目上は春のみであった。
定省假
畿内以外の地域に父母が居住する者に対して3年に1度、帰省のために30日与えられる。
淋假
後宮女官に対する生理休暇。月に3日間。
この他にも親などの死亡時に与えられる喪假や私用を理由とした私假などが与えられる。